# Cadlina affinis
Cadlina affinis is een slakkensoort uit de familie van de Cadlinidae. De wetenschappelijke naam van de soort werd voor het eerst geldig gepubliceerd in 1934 door Odhner.